# Manuel António dos Santos
Manuel António dos Santos, né le 5 décembre 1943 à Mirandela, est un homme politique portugais membre du Parti socialiste. Il est député européen entre 2004 et 2009 et depuis le mois de juin 2016.